# هوردسفیلد (داکوتای شمالی)
هوردسفیلد(به انگلیسی: Hurdsfield) شهری در ایالت داکوتای شمالی کشور ایالات متحده آمریکا است که جمعیت آن در سرشماری سال ۲۰۱۰ میلادی، ۸۴ نفر بوده‌است.